# PM10

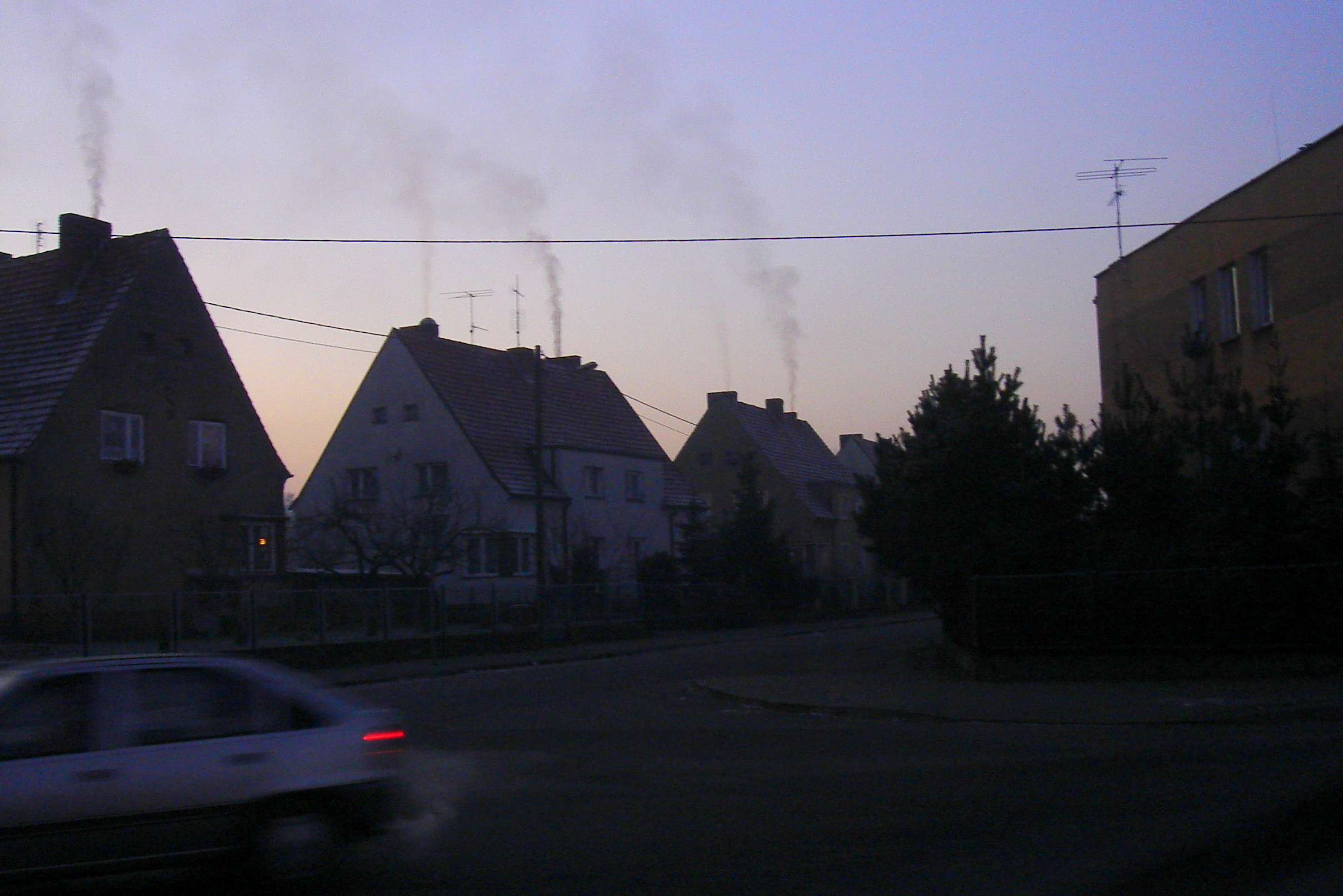
Domy opalane paliwami stałymi

PM10 – mieszanina zawieszonych w powietrzu cząsteczek o średnicy nie większej niż 10 μm. W skład mogą wchodzić takie substancje toksyczne jak np. benzopireny, dioksyny i furany. Występowanie pyłów PM10 związane jest m.in. z procesami spalania paliw stałych i ciekłych.
W przypadku Polski normy dla pyłów PM10 są określone w następujących sposób:
- poziom dopuszczalny: 50 µg/m3 (dobowy);
- poziom informowania: 200 µg/m3 (dobowy);
- poziom alarmowy: 300 µg/m3 (dobowy).

PM10 bywa określany także jako „pył gruby”.